# Тарасов, Алексей Александрович
Алексе́й Алекса́ндрович Тара́сов (19 октября 1895, п. Каслинский завод, Пермская губерния, Российская империя — 30 марта 1982, Москва, СССР) — советский военный деятель, один из основателей и руководителей спортивного движения в РККА, генерал-лейтенант (1944), Заслуженный мастер спорта СССР (1945). Судья всесоюзной категории по лыжному и мотоциклетному спорту (1954).

## Биография
Родился 19 октября 1895 года в посёлке Каслинский завод (ныне — город Касли Челябинской области России). Русский.

### Военная служба

#### Первая мировая война и революция
В мае 1915 года призван в Русскую императорскую армию. Служил в лейб-гвардии Волынском полку, окончил полковую учебную команду. Воевал с полком в Первой мировой войне в чине младшего и старшего унтер-офицера, учился в военно-ветеринарной школе, окончил её в 1916 году. В 1917 году принимал участие в февральской и октябрьской революциях. Член РСДРП с 1917 года.

#### Гражданская война
С июня 1918 года командир партизанского отряда действовавшего в Ярославской губернии. С 4 по 10 июля 1918 года делегат Пятого Всероссийского съезда Советов от города Любим. В августе 1918 года вступает в РККА где служит заведующий лазаретом, а с февраля 1919 года комиссаром этапа 3-й армии Восточного фронта. С мая 1919 года военком ветеринарной части при штабе 3-й армии. С апреля 1920 года заместитель военкома, а с мая того же года военком управления запасных войск Приуральского ВО. С сентября 1920 года комиссар ветеринарного управления Приуральского ВО. С сентября 1920 года командир батальона 2-го Екатеринбургского полка.

#### Межвоенные годы
С сентября 1921 года военный комиссар сводной бригады курсантов ГУВУЗ. С декабря 1921 года военный комиссар школы РККА. С сентября 1922 года военный комиссар штаба 57-й стрелковой дивизии Приуральского ВО. С ноября 1923 года военный комиссар штаба 32-й стрелковой дивизии. С апреля 1925 года проходит службу помощником инспектора по вневойсковой и физической подготовке, а с июня месяца того же года начальником вневойсковой и физической подготовки Приволжском военном округе. С января 1927 года помощник начальника 4-го отдела штаба ПриВО. С февраля 1927 года офицер для особых поручений при РВС ПриВО, а затем на той же должности при начальнике ГУ РККА. С ноября 1929 года помощник начальника 3-го отдела учебно-строевого управления ГУ РККА, начальник курсов усовершенствования комсостава РККА имени В. И. Ленина по физическому воспитанию. С февраля 1933 года начальник военного факультета Ленинградского института физической культуры им. П. Ф. Лесгафта. С января 1934 года начальник физподготовки ВВС РККА. С февраля 1935 года заместитель инспектора, а с июля 1937 года дивизионный комиссар Тарасов назначен инспектором физподготовки и спорта РККА. Во время советско-финляндской войны (1939—1940) выполнял особые поручения наркома обороны СССР по созданию лыжных отрядов, за что награждён орденом Красной Звезды. С августа 1940 года генерал-майор Тарасов — инспектор физподготовки и спорта инспекции пехоты РККА.

#### Великая Отечественная война
С началом войны 22 июня 1941 года, генерал-майор Тарасов находится в Терсколе у юго-восточного подножия горы Эльбрус, где проводил военные сборы для спортсменов-альпинистов, многие из которых затем стали горными стрелками и успешно сражались на Кавказе с обученными немецкими горными частями.
2 сентября 1941 года ГКО приняло два постановления ГКО: № 613сс «О формировании 67 запасных лыжных полков», этим решением было положено начало формирования лыжных частей в Великой Отечественной войне, а также № 614 «О формировании Управления лыжной, горной и физической подготовки Красной Армии», на которое возложено общее руководство физической подготовкой в армии, а так же формирование специальных воинских частей. Данное Управление возглавил генерал-майор Тарасов.
В 1943 году приказом № 0434 НКО СССР Управление лыжной, горной и физической подготовки Красной Армии под руководством генерал-майора, а с 22 февраля 1944 года генерал-лейтенанта Тарасова преобразовано в Управление спецформирований, физической подготовки и спорта и включено в состав Главного управления формирований Красной Армии.
Ни одна более менее серьёзная операция в зимнее время в период 1941—1943 годов не обходилась без военных лыжников. Активно лыжники участвовали и в боевых действиях в зимних условиях в 1943—1945 годах. Лыжные формирования участвовали в боях на всех фронтах, кроме Крымского. Лыжные части формировались в Сибири, на Урале, в Поволжье, в Московском и Архангельском военных округах в самое тяжёлое время начального этапа войны. Лыжные батальоны внесли существенный вклад в победу в Великой Отечественной войне. Лыжников немцы часто называли уральскими «снежными призраками» или «уральскими чертями» за их стремительные рейды по тылам, выносливость, мужество и героизм. Их роль в годы Великой Отечественной войны определил маршал Советского Союза Константин Рокоссовский: «Лыжные батальоны Советской армии сыграли заметную роль в разгроме врага, особенно на первых этапах войны».
За образцовое выполнение заданий Командования Красной Армии по мобилизации, формированию, укомплектованию и обучению частей в соединений во время войны, Тарасов был награждён многими правительственными наградами. 24 июня 1945 года генерал-лейтенант Тарасов был удостоен высокой чести командовать сводным полком Народного комиссариата обороны СССР принявшем участие в историческом Параде Победы.

#### Послевоенное время
После войны в прежней должности. С 1947 года назначен начальником (ректором) Краснознамённого военного института физической культуры и спорта имени В. И. Ленина. Под руководством Тарасова осуществлялось восстановление института после его переезда на постоянное место дислокации в город Ленинград. За время руководства институтом неоднократно избирался депутатом Ленинградского городского и Выборгского районного Советов депутатов трудящихся. В 1956 году генерал-лейтенант Тарасов уволен из армии по выслуге лет.
Умер 30 марта 1982 года в Москве. Похоронен в Ленинграде на Богословском кладбище.

## Воинские звания
- полковой комиссар (1936)[5]
- дивизионный комиссар (05.07.1937)[9]
- генерал-майор (04.06.1940)[10]
- генерал-лейтенант (22.02.1944)[11]

## Награды
- орден Ленина (21.02.1945)[12][13]
- четыре ордена Красного Знамени (22.01.1942[14], 03.11.1944[15][13], 20.06.1949[13], 28.10.1967[16])
- орден Отечественной войны I степени (12.11.1943)[17]
- орден Красной Звезды (14.06.1940)[18]
  - медали в том числе:
  - «XX лет Рабоче-Крестьянской Красной Армии» (1938)
  - «За оборону Москвы» (1944)
  - «За оборону Кавказа» (1944)
  - «За победу над Германией в Великой Отечественной войне 1941—1945 гг.» (1945)
  - «Ветеран Вооружённых Сил СССР» (1976)
- знак «50 лет пребывания в КПСС» (1981)

## Почетные звания
- Заслуженный мастер спорта СССР (1945)

## Автор книг
- Тарасов А. А. Уничтожай врага в рукопашной схватке. — М.: Воениздат, 1942. — 62 с.
- Тарасов А. А. Подготовка и проведение Всеармейского лыжного кросса имени Героя и маршала Советского Союза С. К. Тимошенко. — М.: Воениздат, 1941. — 32 с.